# Isomerasa
En bioquímica, un enzim isomerasa és un enzim que transforma un isòmer d'un compost químic en un altre. Podrà, per exemple, transformar una molècula de glucosa en una de fructosa.
Són isòmers dos cossos químics que tenen la mateixa fórmula bruta (és a dir, la mateixa composició) però unes característiques diferents a causa de l'organització diferent dels àtoms en la molècula.